# 디 앤자 컬리지

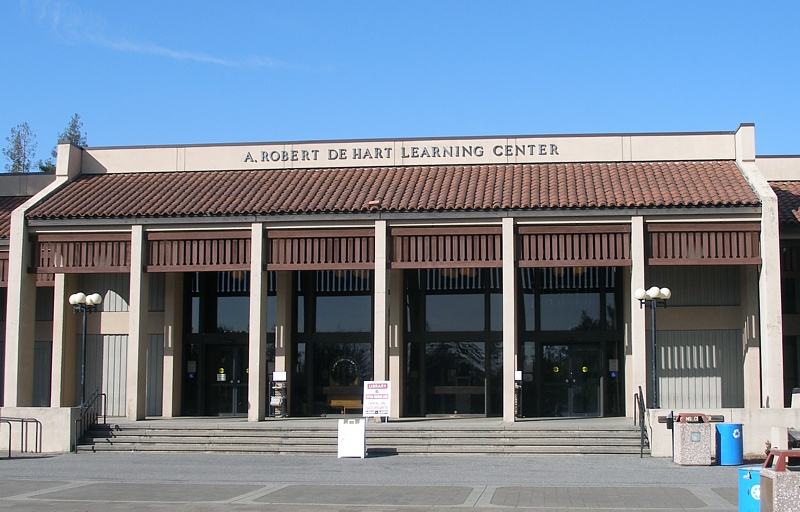

디 앤자 컬리지(영어: De Anza College)는 캘리포니아 쿠퍼티노에 있는 공립 커뮤니티 대학이다. 스페인 탐험가 후안 바우티스타 데 앤자(Juan Bautista de Anza)의 이름을 따서 명명되었다.

## 상세
디 앤자 컬리지는 매년 캘리포니아 대학과 캘리포니아 주립 대학 캠퍼스로 편입하는 총 학생 수에서 지속적으로 1위 또는 2위를 차지하고 있다. 평균 학급 규모는 35명이며, 연간 약 2,800 명의 학생들이 편입한다.
주차장 주위에서 매달 벼룩 시장을 개최하고 있으며, 이는 학생 단체의 주요 수입원이자 지역 사회의 전통이 되었다.

## 저서

### Collaborative Statistics
바바라 일로스키(Barbara Illowsky), 수잔 딘(Susan Dean) 등의 교수진은 기술통계학(descriptive statistics)과 비모수 통계론(Non-parametric statistics) 및 추론통계학(Inferential statistics)을 포함하는 광범위한 통계학 입문서인 'Collaborative Statistics'를 온라인 등으로 무료 공개하고 있다.

## 같이 보기
- 캘리포니아 커뮤니티 칼리지 시스템